# بخش اورامان
بخش اورامان یکی از بخش‌های شهرستان سروآباد در استان کردستان در غرب ایران است.

## تقسیمات کشوری
- بخش اورامان
  - دهستان اورامان تخت
  - دهستان شالیار

دهستان اورامان در سال ۱۳۹۰ با روستای سرپیر ادغام و به عنوان بخش اورامان (دهستان شالیار و دهستان اورامان تخت) رسمیت یافت.

## جمعیت
بنابر سرشماری مرکز آمار ایران، جمعیت بخش اورامان شهرستان سروآباد در سال ۱۳۸۵ برابر با ۱۰۵۲۲ نفر بوده است.